# Консонантизм в башкирском языке
Консонантизм в башкирском языке — система согласных фонем в башкирском языке.

## История
Фонетическая система башкирского языка имеет сложную историю формирования. В ней наблюдается как сохранение архаических черт, так и функционирование новых явлений. Консонантизм башкирского языка демонстрирует общие явления с языком древнетюркских текстов, а также с современными тюркскими языками.
Систематическое изучение фонетики тюркских языков было начато лингвистом В. В. Радловым, который опубликовал ряд монографий по грамматике, лексике и фонетике тюркских языков. В «Фонетике северных тюркских языков» (1882) он представил научно обоснованные сведения о вокализме и консонантизме уйгурского, татарского, башкирского, казахского, киргизского, алтайского, шорского языков, типы классификаций гласных и согласных звуков в этих языках, отметив существование специфического согласного «ҫ» в башкирском языке.
Сравнительно-историческому исследованию системы согласных тюркских языков посвящены труды Н. К. Дмитриева, Н. З. Гаджиевой, В. В. Радлова, М. Рясянена, Б. А. Серебренникова, Э. Р. Тенишева, А. М. Щербака и др. Н. К. Дмитриев первым дал полную классификацию башкирских согласных. Он отмечал функционирование в башкирском литературном языке 28 согласных: б, в, г, ғ, д, ҙ, ж, з, й, к, ҡ, л, м, н, ң, п, р, с, ҫ, у (его мягкий вариант ү), т, ф, х, һ, ц, ч, ш, щ, причем в, ф, х, ц, ч, щ определил как заимствованные.
Впервые монографически фонетика башкирского языка в историческом плане рассматривалась Дж. Г. Киекбаевым (1958). Он показал основные закономерности эволюции фонетической системы башкирского языка, в частности консонантные, при этом происхождение согласных «h», «ҫ» и «ҙ» он связывал с тенденцией к спирантизации.
В работе Т. М. Гарипова «Кыпчакские языки Урало-Поволжья» (1979), посвященной изучению звуковых процессов башкирского языка,
проводится анализ процессов исторической эволюции грамматического строя башкирского и татарского языков «с их пятью
диалектами и примерно сорока говорами». В области консонантизма данных языков автор выявил много общих черт. Например, анлаутные «п», «б», «т», «д», «ш», «й» и т. д. имеют совпадения, если не в литературных языках, то по их
говорам и диалектам.
Проблема происхождения специфических согласных башкирского языка «һ», «ҫ» и «ҙ» рассматривалась в научных работах ученых М. Рясянена (1962), Б. А. Серебренникова (1963, 1972).
Особенности консонантизма диалектов и отдельных говоров башкирского языка представлены в диалектологических работах
Т. Г. Баишева (1953), Н. Х. Ишбулатова (1963), Н. Х. Максютовой (1976, 1996), С. Ф. Миржановой (1967, 1979, 1991), У. Ф. Надергулова (1996), Х. Г. Юсупова (1955), У. М. Яруллиной (1959, 2009).

## Система согласных
В современном башкирском языке 29 согл. фонем: [б], [в], [г], [ғ], [д], [ҙ], [ж], [з], [й], [к], [ҡ], [л], [м], [н], [ң], [п], [р]. [с], [ҫ], [т], [ў], [ф], [х], [һ], [ц], [ч], [ш], [щ], [’]; из них фонемы [в], [ц], [ч], [щ] представлены в русизмах и интернационализмах, фонема [’] — в арабизмах и некоторых исконно башкирских словах.
Основные артикуляционно-акустические признаки согласных: чёткая фонологическая опознаваемость, идентифицируемая в положении перед гласным; наличие позиционно обусловленных аллофонов; наиболее устойчивостью во всех позициях обладают согласные [ҙ], [й], [м], [ҫ], [т], [ў], [ч].
Артикуляционная классификация согласных башкирского языка строится на основе следующих признаков: * по активному органу, образующему преграду в речевом тракте, — губные, делящиеся на губно-губные [б], [м], [п], [у] и губно-зубные [в], [ф]; переднеязычные [д], [ҙ], [ж], [з], [л], [н], [р], [с], [ҫ], [т], [ц], [ч], [ш], [щ]; среднеязычные [г], [й], [к]; заднеязычные [ғ], [ҡ], [ң], [х]; фарингальный [һ]; гортанный [’].
Анлаутный звонкий губной смычный «б» в башкирском языке восходит к пратюркскому *b. Одной из характерных особенностей
говоров башкирского языка является употребление в анлауте глухого «п» вместо звонкого «б» в большинстве говоров и литературном языке. Губной консонантизм показывает существование глухого «п» большей частью в северо-западных и северо-восточных говорах, где в южных и юго-восточных выступает звонкий «б». Употребление глухого «п» обусловлено определенными комбинаторными условиям (в основном, перед «с», «ш», «т», реже переж сонорными). Например: бысаҡ ‘нож’ — средн., ик-сакмар., ай. [пысаҡ] — иргиз. [бысаҡ/ пысаҡ] — караид. [пыщаҡ] — среднеуральский [п΄саҡ].
- по способу образования преграды — смычные, делящиеся на взрывные [б], [д], [к], [ҡ], [п], [т], [’] и аффрикаты [ц], [ч]; щелевые [в], [г], [ғ], [ҙ], [ж], [з], [й], [с], [ҫ], [ў], [ф], [х], [һ], [ш], [щ]; вибрант [р];
- по пассивному органу, участвующему в образовании преграды, — зубные [д], [з], [л], [н], [с], [т], [ц] и межзубные [ҙ], [ҫ];
- по месту прохождения воздушной струи — боковой [л];
- по положению мягкого нёба — носовые [м], [н], [ң];
- по кол-ву сужений в речевом тракте при образовании преграды — однофокусные [ғ], [ў], [х], [һ] и двухфокусные [ж], [ш].

Акустическая классификация учитывает наличие или отсутствие шума или тона и подразделяет башкирские согласные на шумные, которые состоят из звонких [б], [в], [г], [ғ], [д], [ҙ], [ж], [з] и глухих [с], [ҫ], [ф], [х], [һ], [ш], [щ], и, сонанты [й], [л], [м], [н], [ң], [р], [ў].
При произнесении шумных согласных характерны отсутствие напряжения, плавность. Различие согласных башкирского языка по твёрдости-мягкости связано с законом сингармонизма и реализуется в рамках единой фонемы либо в велярном (сочетание с переднеязычным гласным), либо в палатальном (сочетание с заднеязычных гласным) вариантах.